# Nuculana larranagai
Nuculana larranagai is een tweekleppigensoort uit de familie van de Nuculanidae. De wetenschappelijke naam van de soort is voor het eerst geldig gepubliceerd in 1969 door Klappenbach & Scarabino.